# Kößlarn
Kößlarn ist ein Markt im niederbayerischen Landkreis Passau.

## Geographie

### Gemeindegliederung
Die Gemeinde Kößlarn hat 51 Gemeindeteile:
- Aicha
- Aspertshub
- Bernwalln
- Biering
- Binderöd
- Brunndobl
- Danglöd
- Druchsöd
- Ebertsfelden
- Ebertsöd
- Enthof
- Forstöd
- Freinberg
- Fuchsöd
- Gerstloh
- Griesingsreith
- Grünberg
- Hengersberg
- Hofreith
- Hoisberg
- Holzhäuser
- Hubreith
- Kohlleiten
- Kößlarn
- Krumpendobl
- Leithen
- Loh
- Malgertsham
- Meier am Hof
- Moosmühle
- Neuwimm
- Oberwesterbach
- Öd
- Popolarn
- Preising
- Putzöd
- Ragern
- Riedlöd
- Schachlöd
- Schmidöd
- Schönmoos
- Schreindobl
- Spielberg
- Staubmühle
- Stelzöd
- Sunklöd
- Thanham
- Thurn
- Veitlöd
- Vormholz
- Zeindlöd

### Gemarkungen
Es gibt die Gemarkungen Hubreith, Kößlarn und Thanham.

### Nachbargemeinden
- Bayerbach
- Rotthalmünster
- Malching
- Ering
- Stubenberg
- Triftern
- Bad Birnbach

## Geschichte
Der Markt gehörte zum Rentamt Landshut und zum Landgericht Griesbach des Kurfürstentums Bayern. Kößlarn besaß ein Marktgericht mit magistratischen Eigenrechten.

### Name und Urhof
Der Ortsname ist 1418 als Kostling ersturkundlich genannt, 1435 findet sich Gestel, 1443 Chöstl. Erst 1459 erscheint erstmals die Form Köstlarn. Der Name war ein Flurname und kommt von bairisch kessl, kestl in der Bedeutung ‚Talkessel‘:

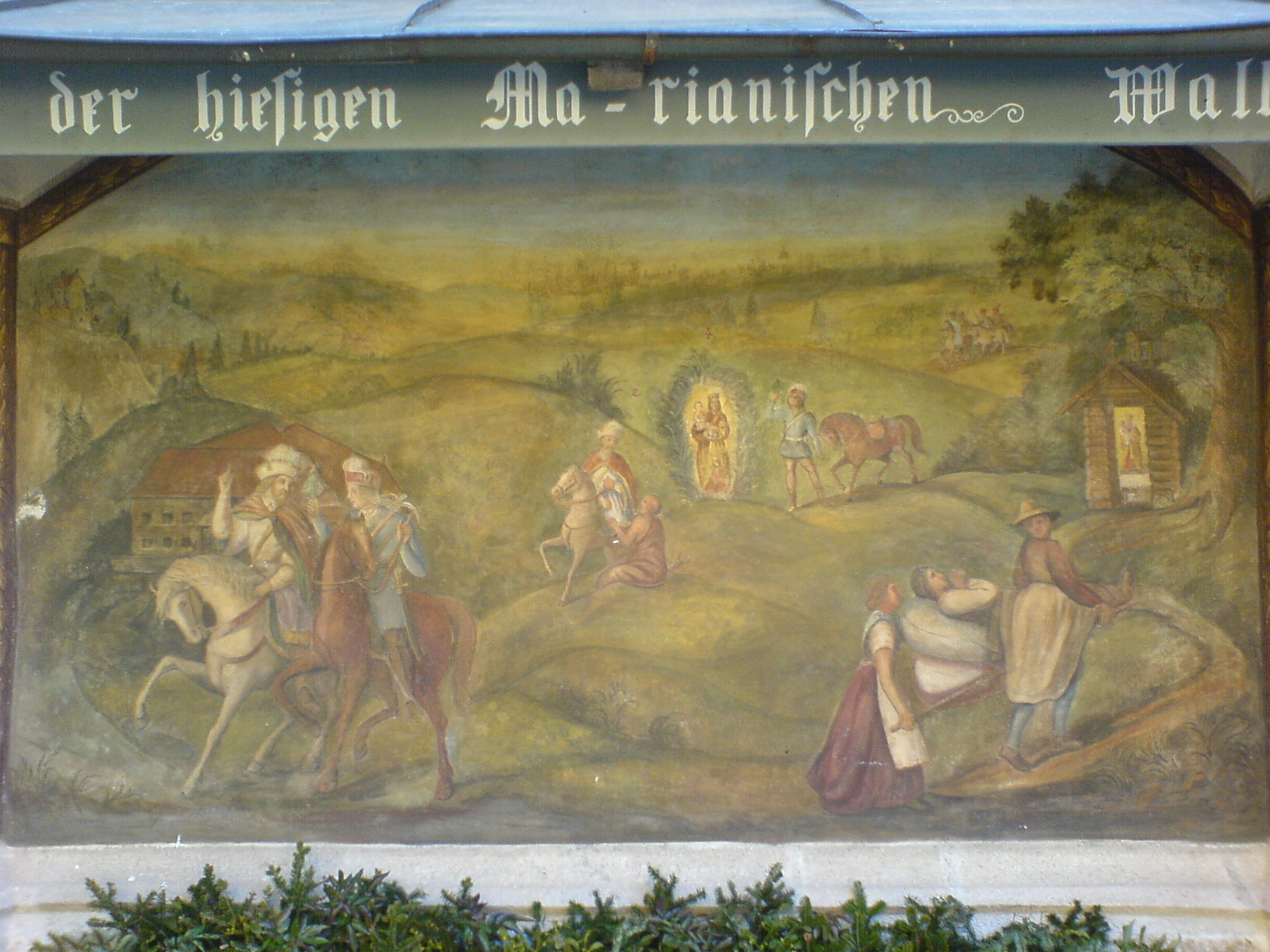
Wandgemälde, das von den Anfängen der Wallfahrt erzählt. Überschrift: Ursprung der hiesigen Marianischen Wallfahrt

„Anno 1364 fande man hier nur eine lautere Einöde und Wildnuß... ganz abgesöndert aber und nicht weit von einem Bächlein fand sich ein Bauren-Hof, dessen Jnnhaber der Bauer im Kessl oder der Kesslbauer vor dem Wald benamset ware. Welchen Name dieser Kesslhof glaublich daher geschöpft haben mag, weilen er ringsum mit Bergen umgeben in einer Tieffe, wo der so genannte Grafen-Wald seinen Anfang nehmet, gleichsam in einem Kessel lieget.“

### Beginn der Wallfahrt
1364 ritt der Graf von Ortenburg nahe dem Kößlhof vorbei und wollte den Bach überqueren. Als die Pferde scheuten, kehrte der Graf mit seinen Bediensteten um und fand in einer Wacholderstaude ein geschnitztes Marienbild mit dem Jesuskind auf dem Arm. Der fromme Graf ließ eine Bretterhütte für das Bild errichten und konnte seinen Weg über den Bach ungehindert fortsetzen.
Im selben Jahr noch wirkte das Marienbild sein erstes Wunder: Der todkranke Kößlbauer ließ sich zur Marienabbildung tragen und betete. Sein Glaube und Vertrauen in Gott wurden belohnt und er konnte aus eigener Kraft wieder nach Hause gehen. Die Geschichte dieser wundersamen Heilung verbreitete sich schnell und viele kranke und leidende Menschen suchten Hilfe bei der Gnadenmutter beim Kößlhof. Durch die vielen Opfergaben und Spenden der Wallfahrer konnte bereits im Jahre 1400 eine kleine Steinkirche mit 3 Altären errichtet werden, welche 1443 ihre Weihe erhielt. Ein Dokument aus dem Jahre 1448 führt bereits 137 Pfarreien auf, welche mit Kreuz und Fahnen nach Kößlarn pilgerten und wallfahrten. Bis zur Reformationszeit war Kößlarn der meistbesuchte Marienwallfahrtsort in „Unterland“ Bayern. 1451 kam es bereits zum zweiten Kirchenbau. Gedenktafeln und Wandmalereien in der Kirche weisen noch heute auf die Anfänge der Wallfahrt in Kößlarn hin.

Teile des Wehrgangs der historischen Kirchhofbefestigung

### Blütezeit der Wallfahrt

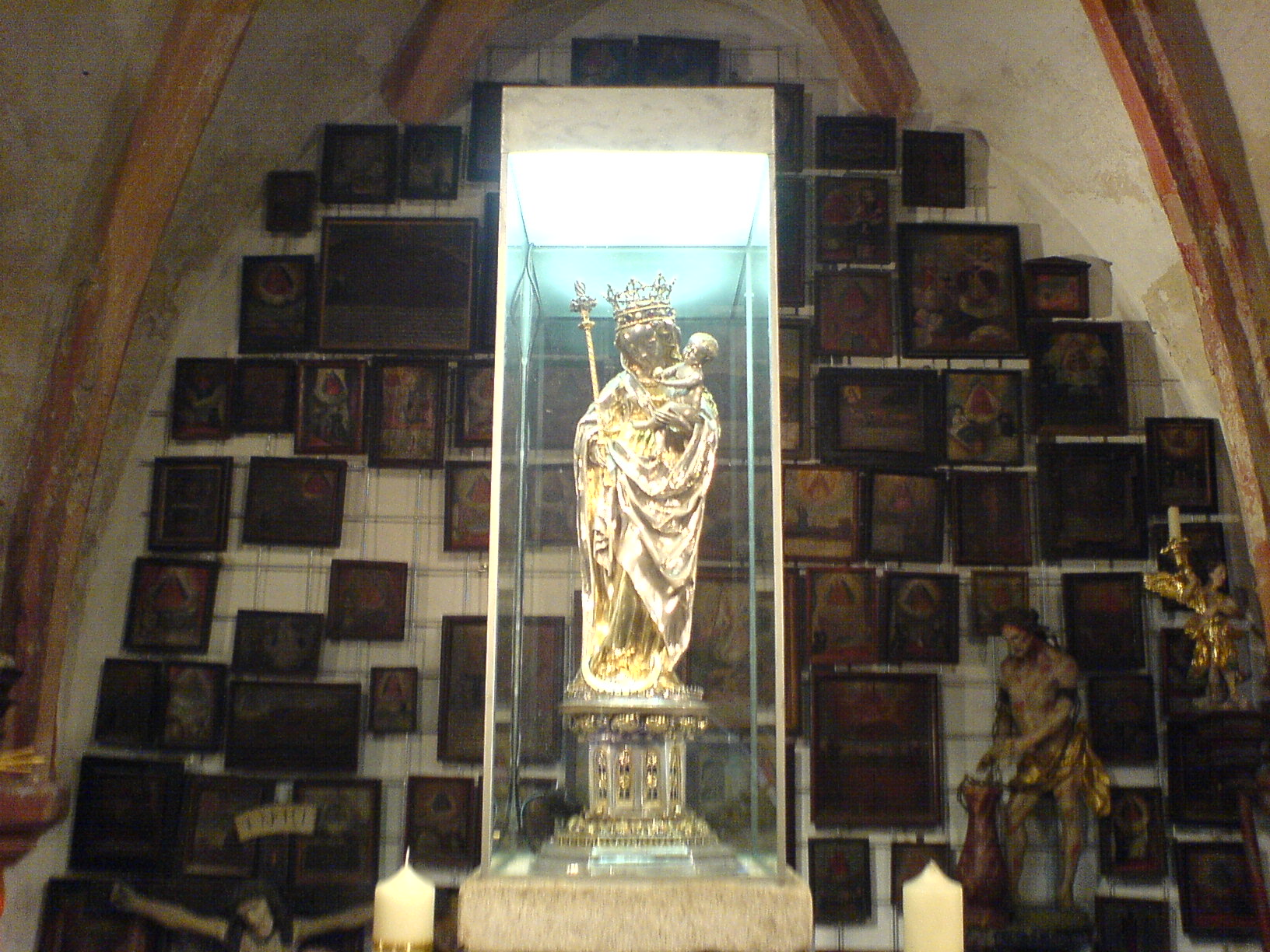
Silbermadonna im Votivraum der Kößlarner Kirche

Ursprünglich gehörte Kößlarn, welches seinen Namen inzwischen vom Kößlhof „geerbt“ hatte, noch zur Pfarrei Münster. Da der Kaplan von Münster jedoch mit den Pilgermassen und der Wallfahrtsseelsorge überfordert war, wurde eine Stelle für einen zweiten Kaplan in Kößlarn geschaffen, der die Aufgabe bekam, täglich Messe zu lesen. In dieser Zeit wurde aus dem „Hof im Kößl vor dem grünen Wald“ schnell ein kleines Dorf mit allen nötigen Gewerben und Handwerken zur Versorgung und Betreuung der zahlreichen Wallfahrer. Am 9. Januar 1474 erhielt Kößlarn von Herzog Ludwig dem Reichen die Erlaubnis, „den Pilgern offen Wein und Bier auszuschenken“ und Gaststätten zu errichten. Das Dorf Kößlarn wurde zum herzoglichen Markt. Um die Seelsorge für die Pilger sicherzustellen, wurde die Pfarrei Münster mit den Teilen Kühnham und Kößlarn von Papst Sixtus IV. 1476 dem Zisterzienserkloster Aldersbach übertragen. 1478 erhielt der Markt einen eigenen Pfarrvikar sowie einen eigenen Kaplan und einen Wallfahrtsprediger und erreichte somit seelsorglich zumindest teilweise Unabhängigkeit. Während der Blütezeit der Wallfahrt waren in Kößlarn somit sechs Priester tätig. Während der Jahre 1461–1480 wurde auch die Kirchhofbefestigung errichtet. Als weiterer Hinweis für die florierende Wallfahrt kann auch die Fertigung des Prunkstücks der Kößlarner Kirche im Jahre 1487 gedeutet werden: Aus eigenen Mitteln des Marktes wurde damals vom Goldschmied Balthasar Waltenberger die Silbermadonna angefertigt, welche heute im Votivraum der Kirche ausgestellt wird.

### Eingemeindungen
Im Zuge der Gebietsreform in Bayern wurden am 1. April 1971 die Gemeinden Hubreith und Thanham eingegliedert.

### Einwohnerentwicklung
Im Zeitraum 1988 bis 2018 wuchs der Markt von 1700 auf 1922 um 222 Einwohner bzw. um 13,1 %.
| Jahr      | 1840 | 1900 | 1939 | 1950 | 1961 | 1970 | 1987 | 1991 | 1995 | 2005 | 2010 | 2015 |
| Einwohner | 1563 | 1725 | 1579 | 2549 | 1805 | 1790 | 1696 | 1774 | 2019 | 1951 | 1930 | 1891 |

## Politik
- CSU: 8
- JFK: 4
- ÖDP: 3

CSU einschließlich Für Kößlarn; ÖDP einschließlich ABK

### Marktgemeinderat
Bei der Kommunalwahl vom 15. März 2020 haben von den 1668 stimmberechtigten Einwohnern im Markt Kößlarn 996 von ihrem Wahlrecht Gebrauch gemacht, womit die Wahlbeteiligung bei 59,71 % lag.

### Bürgermeister
- 0000–2002: Benno Hennhöfer (CSU/Freie Wählergemeinschaft)
- 2002–2014: Franz Holub (ödp/Aktive Bürger)
- 2014–0000: Willi Lindner[8] (CSU/Für Kößlarn/ÖDP/ABK/Jugend für Kößlarn)

Bei der Kommunalwahl vom 15. März 2020 wurde Willi Lindner mit 97,82 % der Stimmen wieder gewählt.

### Finanzen
Im Jahr 2012 betrugen die Gemeindesteuereinnahmen 857 T€, davon waren 171 T€ Gewerbesteuereinnahmen (netto).

### Wappen

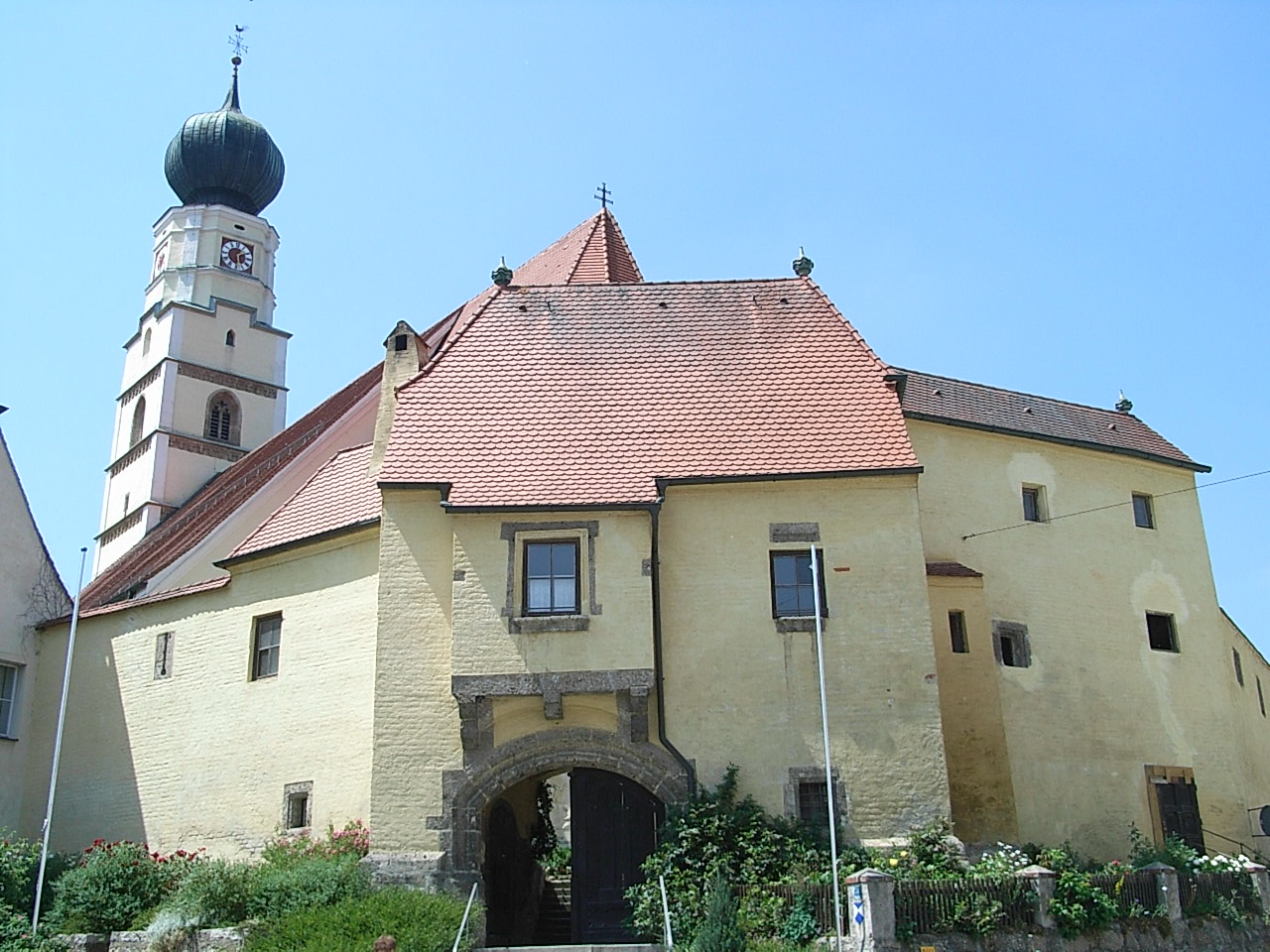
Kirchturm und unteres Torhaus der Wehrmauer der Kirchenburg Kößlarn

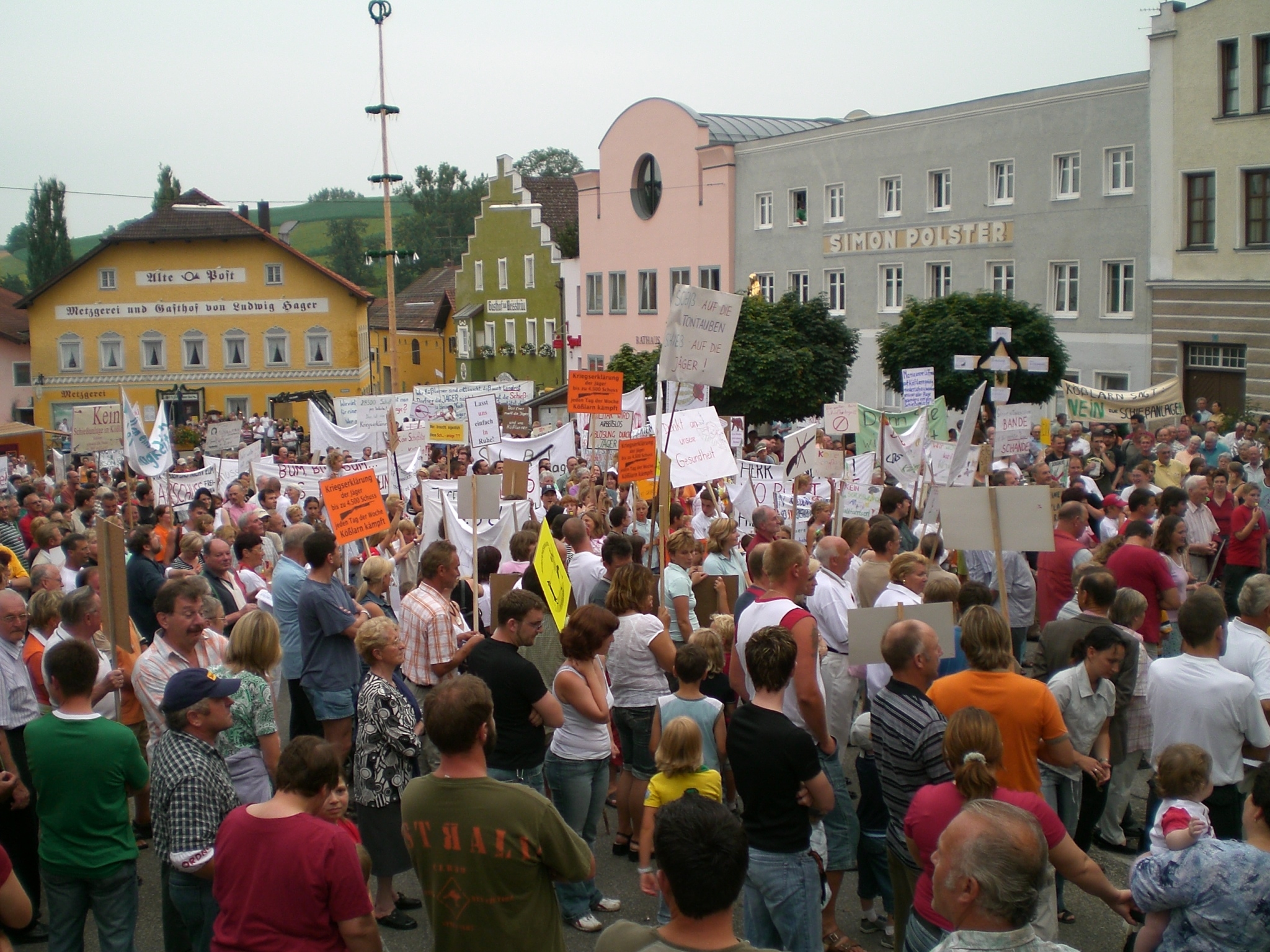
Blick auf den historischen Marktplatz

| Wappen von Kößlarn | Blasonierung: „In Rot der Rumpf eines golden bewehrten schwarzen Ebers.“ |
| Wappen von Kößlarn |                                                                          |

## Baudenkmäler
- Die Pfarrkirche „Heiligste Dreifaltigkeit“ in Kößlarn ist eine spätmittelalterliche Kirchenburg und Wallfahrtskirche.
- Ensemble Marktplatz (Kößlarn)

## Wirtschaft und Infrastruktur

### Fremdenverkehr
Die Gemeinde liegt inmitten des Niederbayerisches Bäderdreiecks. Sie erwirtschaftet ihre Einnahmen hauptsächlich aus dem Fremdenverkehr.
Attraktionen sind zum Beispiel die Landschaft und altes Brauchtum wie die Palmsonntagsprozession, das Erntedankfest oder der örtliche Bauernmarkt. Die Wallfahrtskirche ist die einzige noch vollständig erhaltene Wehrkirche in Süddeutschland. Seit 2008 ist in der Wehranlage das Kirchenmuseum Kößlarn mit Exponaten zur Wallfahrtsgeschichte und zum örtlichen Brauchtum zu besichtigen.
Weiterhin liegt Kößlarn am europäischen Pilgerweg Via Nova.

### Arbeitsplätze
2017 gab es in der Gemeinde 293 sozialversicherungspflichtige Arbeitsplätze. Von der Wohnbevölkerung standen 800 Personen in einem versicherungspflichtigen Beschäftigungsverhältnis. Damit war die Zahl der Auspendler um 507 Personen größer als die der Einpendler. 47 Einwohner waren arbeitslos.

### Landwirtschaft
2016 gab es 39 landwirtschaftliche Betriebe; von der Gemeindefläche waren 1037 Hektar landwirtschaftlich genutzt.

### Bildung
Im Jahr 2018 gab es folgende Einrichtungen:
- Kindergarten St. Josef mit 71 Plätzen, in dem 48 Kinder von zwölf Personen betreut und gefördert werden
- Grundschule Kößlarn, in der 65 Schüler in vier Klassen von sechs Lehrkräften unterrichtet werden (Schuljahr 2017/18)
- Kirchenmuseum

## Persönlichkeiten
- Johann Baptist Modler (1697–1774), Bildhauer und Stuckateur des Rokoko
- Carlmann Kolb (getauft 1703–1765), Komponist, Organist und Benediktinerpater
- Robert Erbertseder (1913–2001), Gymnasiallehrer und Heimatdichter